# ルカ・カルレヴァリス
ルカ・カルレヴァリス（Luca Carlevarijs または Carlevaris、1663年1月20日 – 1730年2月12日）は、イタリアの画家、版画家である。主にヴェネツィアで活動した。都市景観を描く「ヴェドゥータ」呼ばれるジャンルのパイオニアである。「ヴェドゥータ」はカナレット(1697-1768)やフランチェスコ・グアルディ(1712-1793)といった画家たちによって発展することになった。

## 略歴
ヴェネツィアの北にあるウーディネで生まれた。父親はジョヴァンニ・レオナルド(Giovanni Leonardo)という名前の画家、建築家とされ、カルレヴァリスが16歳の時亡くなった。1679年にヴェネツィアの親類の家に移った。ヴェネツィアの貴族、ピエトロ・ゼノビオ(Pietro Zenobio)の支援を受け、通称にはパトロンの名に因む、 'Luca di Ca Zenobri'や'Luca Casanobrio' などもあった。
ローマに修行に出て、フランドル出身でローマの風景を描いた、ガスパール・ファン・ウィッテル(1652/1653-1736)から影響を受けたとされる。
1703年にヴェネツィアに戻ると、ヴェネツィアの都市景観を描くことに専念し、104枚のヴェネツィアの建物のある風景を描いた版画集「Fabbriche e vedute di Venezia」をその年、出版した。
カルレヴァリスの作品はヴェネツィアの商人で美術収集家のステファーノ・コンティ(Stefano Conti)などのヴェネツィアの顧客や、外国からの顧客が購入した.。風景の中に街で生活する人々を描き作品に活気を与えたことも好評であった。有力な画家になり、外国大使の到着などヴェネツィアの大きな行事の情景も描いた。
多くのヴェネツィアの画家に影響を与え、弟子とされる画家にはスウェーデン生まれのヨハン・リヒター(Johan Richter または Giovanni Richter: 1665–1745) もいる。

## 作品

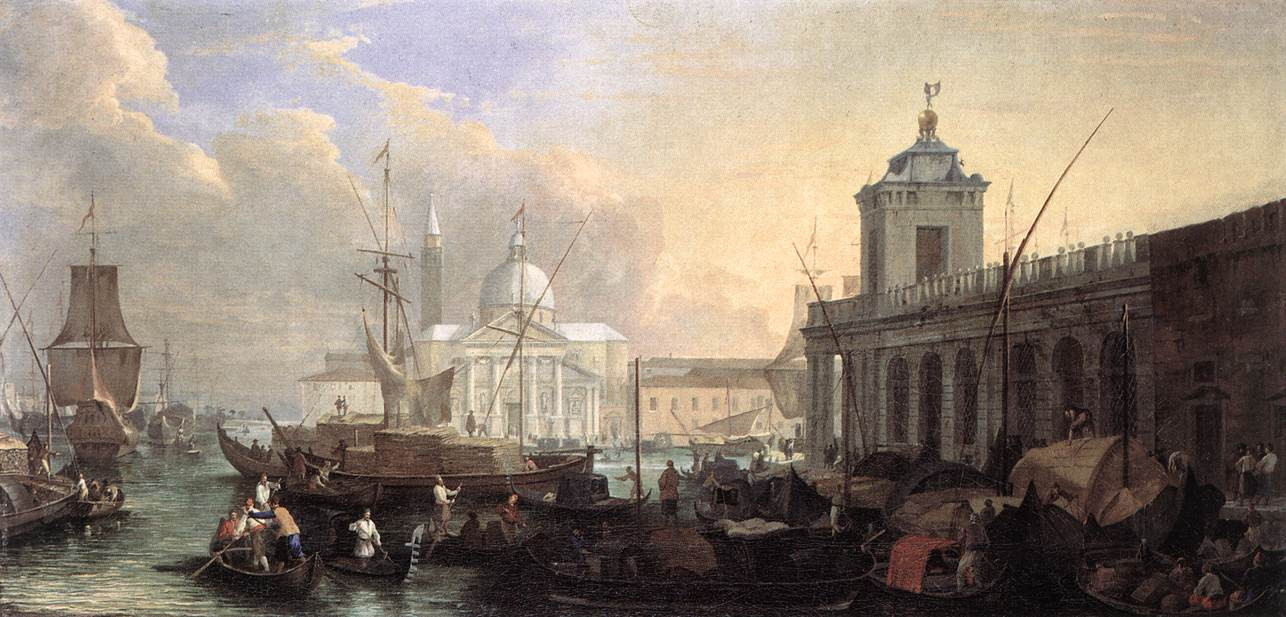
サン・ジョルジョ・マッジョーレと海辺の民家
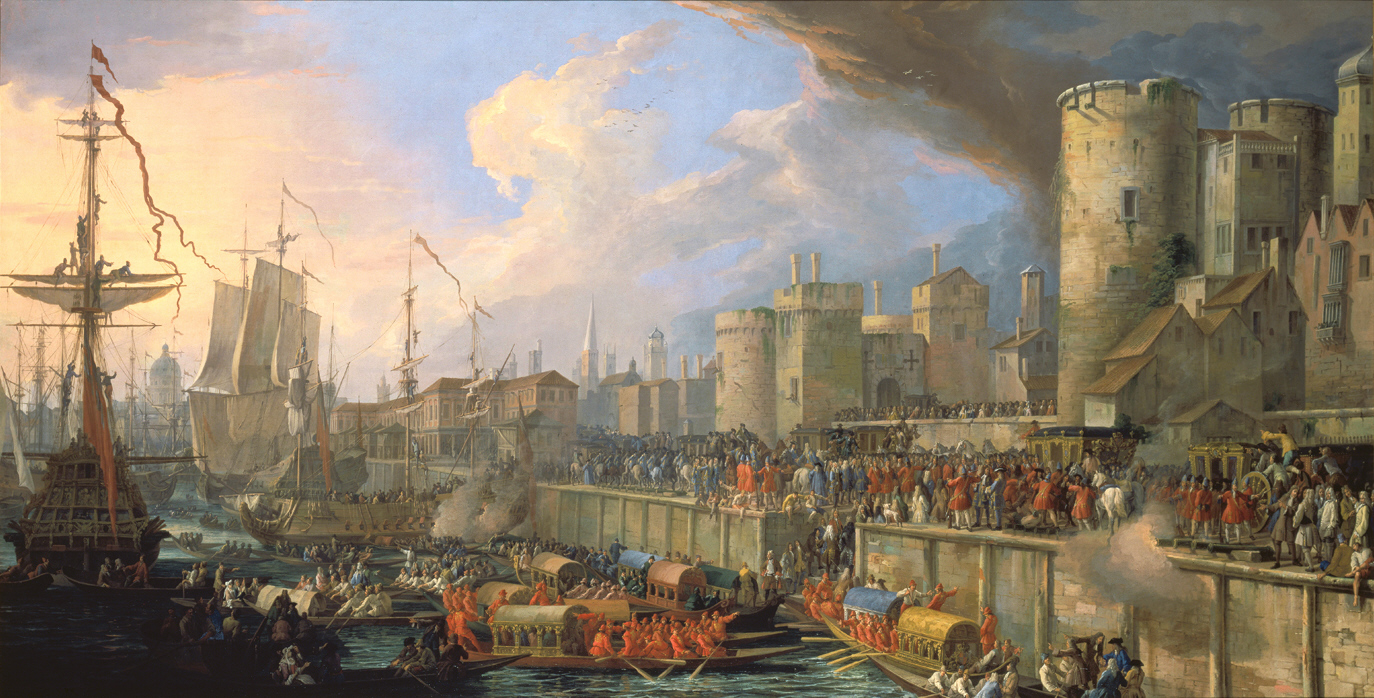
ヴェネツィア大使の到着

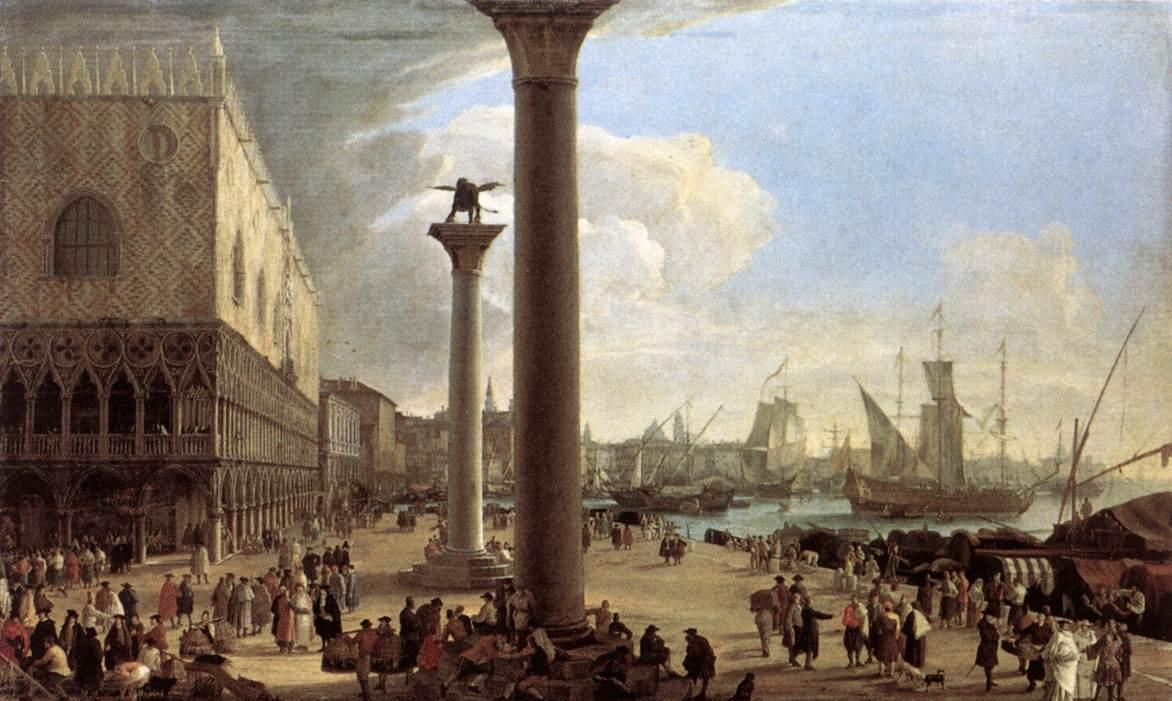
ドゥカーレ宮殿を望む埠頭
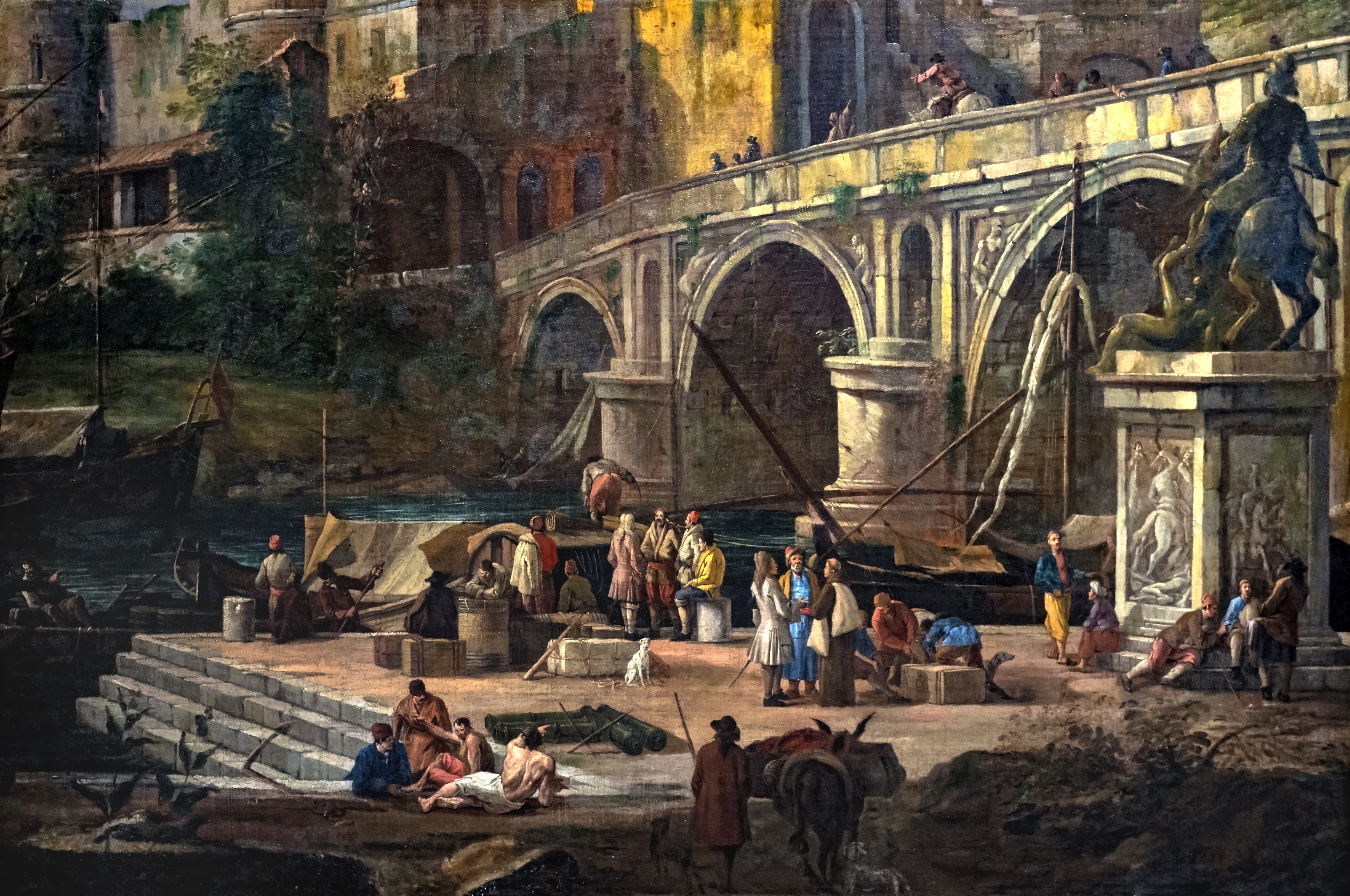
河川港の眺め
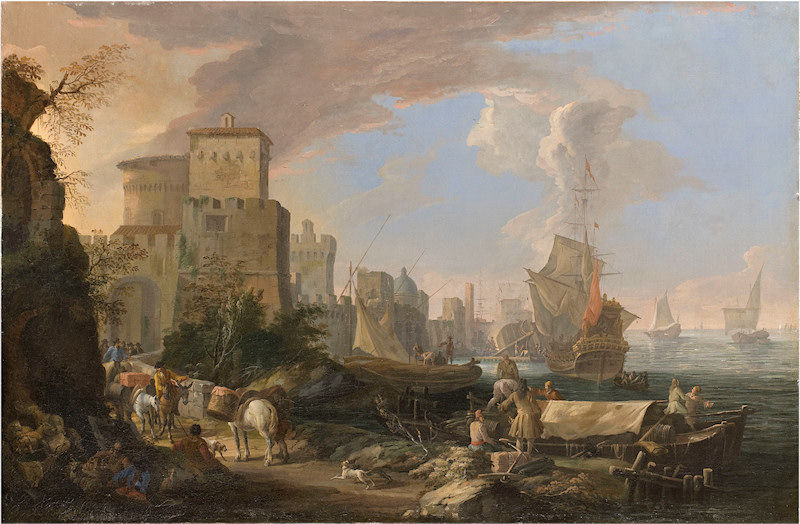
港町での生活を描いたカプリッチョ